# Bernd Niehaus Quesada
Bernd H. Niehaus Quesada (* 11. April 1941) ist ein costa-ricanischer Völkerrechtler und Diplomat.

## Leben
In Frankreich absolvierte er nach der Schulzeit sein Studium der Menschenrechte am Institut René Cassin. Sein Studium der Rechtswissenschaft absolvierte er an der Universidad de Costa Rica. Ferner studierte er an der Rheinischen Friedrich-Wilhelms-Universität Bonn, der Universität Hamburg und der Universität zu Köln  Wirtschafts- und Politikwissenschaft. Er wurde aktiv im Corps Markomannia Bonn und im Corps Irminsul.  Mit einer Doktorarbeit im Internationalen Recht wurde er 1995 von der Universität Straßburg Summa cum laude promoviert.
Niehaus war von 2002 bis Juli 2010 Botschafter der Republik Costa Rica in Deutschland, Ungarn und der Tschechischen Republik. Er war zuvor der costa-ricanische Botschafter bei der Organisation der Vereinten Nationen (1998–2002) und Minister für auswärtige Angelegenheiten für die Regierung von Costa Rica (1980–1982 und 1990–1994). Im Jahr 1994 war er zudem Kandidat für das Generalsekretariat der Organisation der amerikanischen Staaten. An der Universität von Costa Rica ist Niehaus zudem Professor für Völkerrecht.  Seit 1974 ist er Mitglied der Anwaltskammer Costa Ricas und seit 2002 Mitglied der Völkerrechtskommission. Er spricht fließend Spanisch, Deutsch, Französisch und Englisch.

## Ehrungen
- Ehrendoktor der Universidad Central del Este (Dominikanische Republik)